# Erysiphe thermopsidis
Erysiphe thermopsidis är en svampart som först beskrevs av U. Braun, och fick sitt nu gällande namn av U. Braun & S. Takam. 2000. Erysiphe thermopsidis ingår i släktet Erysiphe och familjen Erysiphaceae.   Inga underarter finns listade i Catalogue of Life.